# 远方的山楂树
《远方的山楂树》是2020年孟亮、林和平执导的一部电视剧，该作主要讲述的是中国1976年后，一群人为了振兴家乡经济而努力的故事。

## 剧情简介
1976年后，一些知青回到了故乡，并为了振兴家乡经济而努力。

## 演员表
- 吴其江
- 林家川
- 马藜
- 孙爽
- 沙景昌[4]
- 那家威[5]
- 杨晓丹
- 张维伊
- 夏恩
- 曲笑莹[6]
- 林傲霏
- 岳佳颐
- 夏梦
- 王小林
- 魏威
- 王红梅
- 任泽巍
- 王虎城
- 魏丽萍
- 李宝安

## 相關連結
- 豆瓣电影上《远方的山楂树》的資料 （简体中文）